# Unicornio (cómic)
Unicornio es el nombre de varios supervillanos que aparecen en los cómics estadounidenses publicados por Marvel Comics.

## Historial de publicaciones
El primer Unicornio (Milos Masaryk) debutó en Tales of Suspense #56 (agosto de 1964) y fue creado por Stan Lee y Don Heck.

## Biografía ficticia

### Milos Masaryk
Milos Masaryk fue un agente de inteligencia soviético asignado para rastrear al original Dínamo Carmesí, quien deserta a Estados Unidos. Usando tecnología diseñada por el Dínamo, Masaryk se da el alias de "Unicornio" y lucha contra Iron Man, pero es derrotado.El Unicornio estaba entre los villanos afectados por el cargador de emociones de alta frecuencia del Doctor Doom, y se vio obligado a atacar a Los 4 Fantásticos en la boda de Reed Richards y Susan Storm.
El Unicornio más tarde se alió con el Conde Nefaria.Luego él se sometió a un condicionamiento experimental para aumentar sus poderes.Con mayor fuerza, él luchó contra Iron Man una vez más después de intentar extorsionar al Congreso de los Estados Unidos, pero es derrotado nuevamente.El proceso dejó al Unicornio con un "deterioro celular acelerado", y el villano Fantasma Rojo se burla de él con una cura a cambio de ayuda contra Iron Man. Sin embargo, una vez que se hace evidente que el Fantasma Rojo ha mentido, el Unicornio ayuda a Iron Man y luego escapa.
El Mandarín hace una promesa similar al Unicornio y lo despliega contra Iron Man en dos ocasiones distintas, ambas terminando en la derrota del Unicornio. En la primera instancia, la conciencia del Mandarín queda atrapada en el cuerpo del Unicornio,pero la mente del Mandarín luego se libera del cuerpo del Unicornio.Usando el alias "El Otro", el Hombre de Titanio usa al Unicornio contra Iron Man, quien finalmente puede capturar a Masaryk. En un giro dramático, el mismo momento de su captura ve a Masaryk caer en un coma potencialmente mortal.Iron Man lleva a Masaryk a la Mansión de los Vengadores, donde su compañero de equipo Yellowjacket despierta a Masaryk y lo cura de su enfermedad debilitante. El proceso tiene el resultado de volver loco a Masaryk, y un Unicornio desorientado activa inadvertidamente el robot oculto Arsenal. El Unicornio es aturdido por el robot, que Iron Man ahuyenta, y luego es colocado en estasis en espera de una cura para su enfermedad mental.
Meses después, Masaryk es liberado cuando se produce un incendio en Stark Enterprises.El retoma la identidad del Unicornio y encuentra y ataca a Iron Man una vez más. Todavía loco, el Unicornio se niega a creer que "El Otro" era una mentira y comienza a caminar de regreso a la Unión Soviética a través del océano para encontrarlo. Un Iron Man severamente debilitado solo puede observar cómo el Unicornio aparentemente se ahoga en el Océano Atlántico.
El Unicornio es revivido más tarde por la entidad Beyonder para luchar con una nueva versión de la Legión Letal. El Unicornio recibe un verdadero tercer ojo en un tallo con capacidades de proyección de energía en lugar de un traje.
Durante la historia de "Infinity", Unicornio se encuentra entre los villanos reclutados por Spymaster para ayudarlo a atacar la casi indefensa Torre Stark.
Más tarde, Iron Man y Gata Infernal encuentran a Unicornio tratando de robar la Biblia de Gutenberg. Korvac es testigo de la pelea y usa un rayo para golpear a Iron Man, que también destruyó la Biblia de Gutenberg.Unicornio aparece más tarde para ayudar a Korvac, Blizzard y Controlador a luchar contra Iron Man y Gata Infernal.

### Yegor Balinov
Un segundo Unicornio sin nombre (en el momento de su debut) con un ojo con tentáculos desarrollado dentro de su cuerno de poder aparece como miembro de Remont 4 y causa estragos en San Petersburgo hasta que es capturado por el tercer Hombre de Titanio. Su tercer ojo le fue amputado y él es encarcelado.
Durante la historia de la Guerra Civil, el segundo Unicornio es abordado por el Barón Zemo y obligado a unirse a su equipo de Thunderbolts o ir a la cárcel. Él decide unirse y lucha en nombre del equipo.
Luego él es visto en Hulk: Winter Guard junto con Iron Maiden, Hombre de Titanio, Volga y Snow Leopards como Remont 6.
Se revela que el nombre real de esta versión es Yegor Balinov en el Manual oficial del Universo Marvel AZ, tapa dura, vol. 13.

### Aaidan Blomfield
Un tercer Unicornio, cuyo verdadero nombre es Aaidan Blomfield y que llevaba el mismo traje de Unicornio que sus predecesores, solo que con un cuerno real en el casco, es reclutado por el grupo de supervillanos Stockpile por Morgan Stark para destruir a Iron Man, pero son derrotados por los esfuerzos combinados de Iron Man y Máquina de Guerra. Blomfield afirmó ser un viejo enemigo de Iron Man, pero se desconoce si realmente lo es o simplemente se estaba aprovechando de la reputación del Unicornio original. Su acento sugiere que es australiano o británico.

### Criminal sin nombre
Más tarde, Roderick Kingsley vendió uno de los trajes de Unicorn a un criminal anónimo. Se ve a Unicornio trabajando para el bando de Roderick Kingsley en el momento en que Hobgoblin (que en realidad era el mayordomo de Roderick Kingsley, Claude) estaba liderando sus fuerzas para atacar a la Nación Duende del Rey Duende.
Después de la victoria de Spider-Man sobre el Rey Duende, Unicornio estaba entre los antiguos secuaces de los Hobgoblin en el Bar sin Nombre donde se encuentran con Electro.
Durante la historia de AXIS, Unicornio estuvo entre los supervillanos que Missile Mate reunió para unirse al lado de Phil Urich (que operaba como el Rey Duende) y los restos de la Nación Duende al afirmar que Roderick Kingsley los "abandonó".
Más tarde, Roderick Kingsley recupera los servicios de Unicornio.

## Poderes y habilidades
Originalmente, el Unicornio no tenía poderes sobrehumanos; su casco era la fuente de sus habilidades. Sin embargo, el Unicornio se sometió a tratamientos de radiación mutagénica que le dieron una fuerza sobrehumana y resistencia. Los tejidos blandos del Unicornio son docenas de veces más duros que los de un humano común, lo que lo hace altamente resistente a las lesiones físicas. El proceso que dotó al Unicornio de poderes sobrehumanos provocó un deterioro celular acelerado, que finalmente afectó gravemente su cordura y salud física.
Lleva un casco equipado con un proyector de energía que se sintoniza con varios niveles de frecuencia y potencia. Esto le permite proyectar ráfagas de energía conmocionantes (haces de electrones o neutrones), láseres y energía de microondas. También le permite proyectar un campo de fuerza y hacer levitar objetos magnéticamente. También lleva un cinturón cohete equipado con dos microturbinas eléctricas de alta eficiencia que le permiten volar; el cinturón también contiene la fuente de alimentación para su casco, que consiste en una serie de células termoeléctricas de energía nuclear. El Unicornio también lleva una armadura corporal de composición desconocida. Su equipo fue diseñado por el profesor Anton Vanko.
El Unicornio es un formidable combatiente cuerpo a cuerpo, habiendo recibido entrenamiento en combate armado y desarmado por parte de la KGB. Es muy competente en el uso de armas de fuego. Habla con fluidez inglés y ruso, y ha recibido entrenamiento de la KGB en técnicas de inteligencia.

## Otras versiones

### Ultimate Marvel
La versión Ultimate Marvel del Unicornio aparece brevemente como participante en el programa abandonado de supersoldados rusos. Esta versión es uno de los muchos convictos encontrados por los Ultimates en la base de Tunguska que fueron alterados usando biotecnología arrancada de la Visión y enloquecidos por años de aislamiento. Parece tener el poder de proyectar electricidad desde su cuerno, levitar y una mayor durabilidad. El es asesinado por Nick Fury.

## En otros medios
- La encarnación de Milos Masaryk de Unicornio aparece en Iron Man: Armored Adventures, con la voz de Michael Daingerfield. Esta versión es un ejecutor de Maggia en la primera temporada y Justin Hammer / Hombre de Titanio en la segunda, que a menudo se empareja con Killer Shrike.
- Unicornio aparecerá en Your Friendly Neighborhood Spider-Man.[27]